# Fabrizio Ambrassa
Fabrizio Ambrassa, né le 15 avril 1969 à Savillan, en Italie, est un joueur et entraîneur italien de basket-ball. Il évolue au poste d'arrière.

## Palmarès
- Vainqueur de la coupe d'Europe des clubs champions 1988 et de l'Euroligue 2001.
- Vainqueur de la Coupe Korać 1993.
- Champion d'Italie 1987, 1988, 2001.
- Vainqueur de la coupe d'Italie 1987, 2001.